# Tephrochares inquinata
Tephrochares inquinata là một loài bướm đêm trong họ Noctuidae.